# Emilia de Poret
Emilia de Poret, född Andreen den 10 augusti 1976 i Luleå, är en svensk sångerska och modeskribent.

## Karriär
de Poret utbildades på Adolf Fredriks musikklasser samt Kungsholmens gymnasium/Stockholms musikgymnasium.
Hon debuterade under namnet Lia Andreen sommaren 2001 med singeln "Mistreat Me (You'll Be Sorry)", från albumet “Back were I belong”, som nådde en 34:e plats på den svenska singellistan. Hennes andra album “A lifetime in a moment” nådde en 20:e plats på den svenska albumlistan.
“Pick Me Up” var titeln på de Porets tredje album. Under sommaren 2008 låg singeln, med samma namn, på första plats på den svenska singel-topplistan och sålde trippelplatina. Åren 2008 och 2009 låg hon på listorna i bland annat Australien och Spanien. Topplaceringarna ledde till ett aktivt turnerande och uppmärksamhet i media.
Richard Vissions remix av låten “Pick me Up” släpptes under våren 2010 och tog sig in på den amerikanska Billboardlistans Dance Chart, med bästa placering på 25:e plats.  Hösten 2010 släpptes låten “This ain’t a love song” i Japan och Australien. Denna låt är ett samarbete mellan de Poret och den japanske hip-hop stjärnan Verbal (Teriyaki Boyz, M-flo). Samma höst släpptes även singeln “Weightless” i USA och Europa.
de Poret har samarbetat med producenter och låtskrivare som Arnthor Birgisson, Jörgen Elofsson, Stonebridge, Redone och Peter Nordahl. Hon har även arbetat med den två gånger Grammis-belönade mixaren Phil Tan.
År 2011 blev Emilia de Poret utvald att designa ett mönster för Liberty of London. Hennes print ingick i kollektionen "Liberty Rocks".
Numera är musikkarriären vilande och de Poret arbetar som trendexpert och bevakar mode för bland annat TV4 och ELLE. 
Emilia de Poret har tillsammans med kollegan Ebba von Sydow skrivit boken Säker stil. Tillsammans driver de även Säker stil-podden.

## Privatliv
Emilia de Poret föddes som Emilia Andreen och är dotter till riskkapital-vd:n och miljardären Robert Andreen. Fadern finansierade bland annat en våning på Strandvägen, där de Poret tillsammans med sina bröder Ludwig och Linus drev skivbolaget Aristotracks. "Barnen har speciella resurser som de får använda fritt till att göra vad de vill med, satsa på utbildning eller köpa en våning", har Robert Andreen sagt.
Emilia de Poret är gift med den schweiziske advokaten Amaury de Poret. Tillsammans har de två barn.